# Unione Sportiva Viterbese 1972-1973
Questa pagina raccoglie le informazioni riguardanti l'Unione Sportiva Viterbese nelle competizioni ufficiali della stagione 1972-1973.

## Rosa
| N. |                   | Ruolo | Calciatore            |
| -- | ----------------- | ----- | --------------------- |
|    | Italia (bandiera) | D     | Salvatore Babuscia    |
|    | Italia (bandiera) | C     | Alberto Bazzarini     |
|    | Italia (bandiera) | D     | Marino Bembo          |
|    | Italia (bandiera) |       | Caporali              |
|    | Italia (bandiera) | D     | Claudio Cicchi        |
|    | Italia (bandiera) | C     | Ivo Ciccozzi          |
|    | Italia (bandiera) | D     | Armando Colafrancesco |
|    | Italia (bandiera) | A     | Osvaldo De Joannes    |
|    | Italia (bandiera) | C     | Sergio Di Prospero    |
|    | Italia (bandiera) | A     | Sergio Fabbri         |
|    | Italia (bandiera) | A     | Sergio Fornara        |

| N. |                   | Ruolo | Calciatore           |
| -- | ----------------- | ----- | -------------------- |
|    | Italia (bandiera) | C     | Raffaele Lollini     |
|    | Italia (bandiera) |       | Mantovani            |
|    | Italia (bandiera) | P     | Leo Massitti         |
|    | Italia (bandiera) | C     | Antonio Petroio      |
|    | Italia (bandiera) | C     | Lorenzo Piacentini   |
|    | Italia (bandiera) |       | Piccolo              |
|    | Italia (bandiera) | C     | Antonio Quirini      |
|    | Italia (bandiera) | D     | Francesco Scopetti   |
|    | Italia (bandiera) |       | Siddi                |
|    | Italia (bandiera) | C     | Paolo Testorio       |
|    | Italia (bandiera) | C     | Gioacchino Vallacchi |